# Klasicismus (literatura)

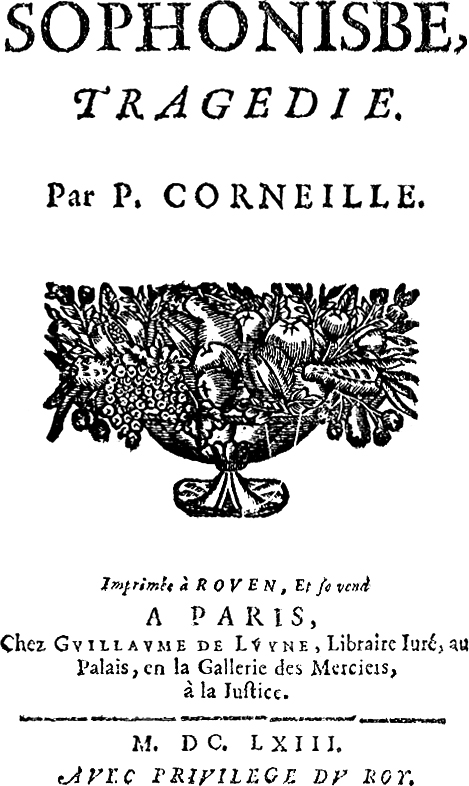
Titulní list historické hry Sophonisbe (1663) francouzského klasicistního dramatika Pierra Corneille

Klasicismus je v literární historii pojem označující především francouzskou literaturu 17. století, anglickou literaturu konce 17. a začátku 18. století a německou literaturu konce 18. století, může však být analogicky užíván i pro jiné země a literatury. Kolébkou klasicistní doktríny se stala již v průběhu 16. století Itálie. Odtud pak její teze pronikly do Francie, kde klasicismus dosáhl největšího rozkvětu. Klíčový je obdivný vztah k antice a k autoritě a odkaz na uměleckou dokonalost a formální přesnost. Literární klasicismus je úzce spojen s konceptem klasicismu jako uměleckého slohu v rámci dějin umění. Zatímco francouzský a anglický literární klasicismus byl latinský a vycházel z římské literatury, německý klasicismus se hlásil k starořeckému dědictví. Toto rozdělení je však pouze přibližné, klasicismus ve všech zemích obvykle navazoval na řeckou i římskou antiku současně.
Nejvýraznějšími autory byli Jean Racine, Pierre Corneille a Molière ve Francii, Alexander Pope a John Dryden v Anglii a Johann Wolfgang von Goethe a Friedrich Schiller v Německu. V nejužším smyslu lze ovšem také jako klasicistní vnímat pouze dvě generace francouzských spisovatelů a dramatiků mezi lety 1660 a 1710, tedy přibližně během vlády Ludvíka XIV. Obtížně vymezitelný je vztah klasicismu k baroku, vzhledem k tomu, že se oba směry do velké míry časově překrývají. Václav Černý je i tak chápal jako víceméně navazující, s tím, že baroko je lidovější, zatímco klasicismus aristokratičtější. Leo Spitzer naproti tomu dokazoval, že francouzský klasicismus je ve skutečnosti potlačeným, tlumeným barokem (zatímco anglický klasicismus má rysy rokokové a realistické a německý klasicismus je romantický, nostalgický a utopický). Pro pozdější fáze klasicismu (1750–1830) se někdy používá pojem „měšťanský klasicismus“, přičemž východiska literární tvorby a myšlení jsou v tomto období spojena zejména s osvícenstvím.
Latinské slovo „classicus“ původně znamenalo prvotřídní nebo výtečný. Teprve v průběhu velkých diskusí o romantismu na začátku 19. století se označení „klasický“ změnilo z hodnotícího výrazu na označení epochy, stylistické tendence nebo typu psaní. V průběhu 19. století se postupně ve většině jazyků prosadil také pojem klasicismus, byť v Německu převládl název „výmarská klasika“. V češtině získal každý z pojmů v kontextu literatury jiné zabarvení: jako klasika (klasická literatura) se označuje jakékoliv kvalitní, časem prověřené dílo, zatímco klasicismus (klasicistní literatura) se vztahuje k antikou inspirované tvorbě, převážně francouzské, mezi 17. a 19. stoletím.

## Charakteristika
Klasicistní poetiku lze shrnout jako soubor velmi přísných pravidel pro tvorbu literárních textů vycházející z Aristotelovy Poetiky, s důrazem na nápodobu antických řeckých a římských autorů, rozlišování na vysoký a nízký styl podle zpracovávané látky, rigidní oddělení žánrů, předávání poučení a morálního poselství a srozumitelnost a přiměřenost jazyka. Přestože vznikla již v 16. století v Itálii v závěrečném stádiu humanistické tvorby, největšího rozmachu dosáhla ve Francii, kam pronikla v 17. století. Ve Francii klasicismus zcela ovládl dobové literární snažení a byl, na rozdíl od Itálie, využíván také vrcholnými tvůrci své doby. Díky tomu jsou francouzské klasicistní práce méně závislé na východiscích teoretiků, a charakteristiky francouzského literárního klasicismu jsou proto odvozovány spíše až z děl samotných. Za všech okolností však ve středu doktríny zůstávala snaha navazovat na antickou tvorbu a starověké poetiky, jakož i touha po umělecké dokonalosti a nejvyšší míře formální a stylové přesnosti. Zatímco italský, francouzský a anglický literární klasicismus vycházel především z latinské římské literatury, německý klasicismus se programově hlásil k odkazu starověkého Řecka. Toto dělení však popisuje pouze hlavní tendence, jelikož klasicistní literatura všech jazyků a období se hlásila současně k řeckému i římskému antickému dědictví.

### Přísné oddělení žánrů

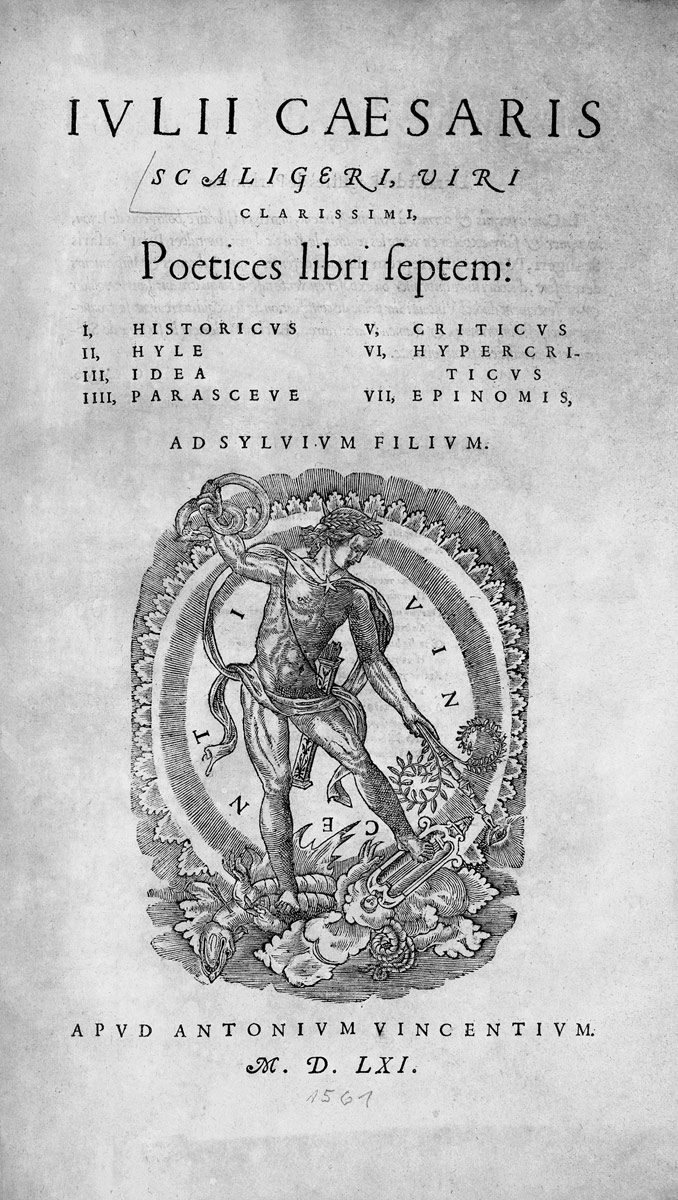
Scaligerova Poetika (1561) patří mezi teoretická díla, která se podílela na vzniku klasicistní doktríny

Klíčovým bodem klasicistního estetického programu bylo studium Aristotelovy Poetiky a další rozvíjení jejích tezí. Toto rozsáhlé přejímání započalo přibližně v polovině 16. století, v souvislosti s tvorbou italského humanistického teoretika Francesca Robortella (1516–1567). Prostřednictvím jeho textů byl založen závazný kánon klasicistních literárních žánrů, v němž byl kladen důraz především na jejich nepřekročitelné oddělení – zcela opominuty u něj byly dobové smíšené žánry (pastorální drama, rytířský román) a jako nejdůležitější byly kromě tradičních aristotelských žánrů (tragédie a epos) představeny zejména satira, epigram, komedie a elegie. Žánrovým dělením se pak zabývali i četní další teoretikové klasicismu.
Klasicistní estetická ideologie se pak ustálila a zafixovala v 60. letech 16. století, přičemž hlavní úlohu sehrály posmrtně vydané poetiky Julia Caesara Scaligera (1484–1558) a Antonia Minturna (1500–1547) a výklad Aristotelovy Poetiky od Lodovica Castelvetra (1505–1571). Castelvetro obohatil klasicistní myšlení o přísně racionální strukturu žánrů založenou na kombinaci nástrojů (slovo, hudba, tanec), látky (nejlepší, střední a nejhorší, podle společenského postavení postav) a způsobu (výpravný, předváděcí, zpodobňovací). Různé kombinace umožňovaly celkem 95 žánrů, avšak některé z nich byly pouze hypotetické. Castelvetro proto omezil strukturu na 53 žánrů, přičemž pouze menšina patřila mezi základní.
S odděleností žánrů byla spjata také stylová rovina, která každému žánru příslušela. Každodennímu lidskému životu byl vyhrazen komický styl a s ním spojené žánry, zatímco sféra vysokého stylu, spojená s tragičnem, zpracovávala nejčastěji mytologická témata a osudy postav z vrcholu společenského žebříčku. Badatel Erich Auerbach v publikaci Mimesis: zobrazení skutečnosti v západoevropských literaturách (1946) označil klasicistní pravidla za vrchol stylové diferenciace a nejradikálnější odvrácení od středověkého mísení stylů. Toto normativně stanovené užívání tří stylových rovin podle zpracovávané látky, zavedené v 17. století, bylo podle něj zcela zrušeno až s příchodem literárního realismu a zejména naturalismu v 19. století.

### Předepsaná pravidla tvorby
Produkce klasicistních literárních děl, zejména v raném italském období, byla chápána v první řadě technicky a klíčem k úspěchu bylo přijetí a použití stanovených norem tvorby. Tyto normy vycházely z aristotelských pokusů o jasnou klasifikaci a kodifikaci literární tvorby a byly označovány za protipól „iracionálního blouznění“, které s poetickou tvorbou spojoval Platón. Klasicistní pravidla byla vnímána jako výsledek rozumné a logické argumentace a přijetí obecně uznávaných uměleckých vzorů z antiky. Cílem takto pečlivě zkonstruovaných děl bylo poučení, pobavení a morální edifikace (tedy potvrzení hodnoty ctnosti a čtenářových či divákových mravních zásad).
Jak drama, tak básnictví bylo koncipováno především jako produkt rozumových úvah. Nicolas Boileau, významný francouzský teoretik klasicismu, například tvrdil, že literární dílo bere veškerou svou hodnotu ze vztahu k rozumu. Uznával sice, že především tragédie a lyrické básnictví musí kromě racionálního přesvědčování také probouzet emoce a dojímat, zdůrazňoval však, že též tato schopnost vychází z racionálního a jasnými pravidly řízeného postupu autora – a to proto, že i probouzení emocí je možné pouze pomocí zobrazení pravděpodobného a pomocí nápodoby neměnných přírodních jevů a lidských ctností.

### Literární dílo jako nápodoba
Významným prvkem klasicismu byly „realistické“ aspirace, přinejmenším v teoretické rovině. Veškeré básně a dramata byly koncipovány jako nápodoba života a přírody – nikoliv však doslovná kopie, nýbrž zpracování na principu pravděpodobnosti. Součástí těchto snah byl příkaz uměřenosti a vyhýbání se drastickým prvkům a veškerým extrémům vůbec. Z požadavku pravděpodobnosti vychází rovněž známá dramatická zásada tří jednot – jednoty děje (fabule neměla obsahovat vedlejší zápletky), jednoty času (omezení děje na 12, 24 či 48 hodin) a jednoty místa (veškerý děj měl být situován do stejného prostoru, představovaného jevištěm). Jednota děje však byla doporučována i pro epiku. Ač bývá zásada tří jednot často označována za Aristotelovo pravidlo, je v jeho Poetice pouze letmo naznačena; v rigidní poloze ji mezi klasicistní normy definitivně zapracoval teprve Lodovico Castelvetro. Ve francouzském prostředí se pod nejznámější a nejvlivnější pojetí tohoto pravidla podepsal abbé d'Aubignac.
Protože bylo nutné naplnit žánrová pravidla v rámci jejich přísné klasifikace a jelikož většina žánrů navazovala na své antické obdoby, došlo k tomu, že starověká díla byla coby základní žánrové vzory doporučována k napodobení: vzorem eposu byly texty Homérovy a Vergiliovy, vzorem tragédie dramata Senecova, vzorem komedie díla Plautova a Terentiova. Nápodoba antických prací byla preferována i proto, že na rozdíl od „chaotické“ přírody byla díla starověkých mistrů vnímána jako již uspořádaná a rozumná. S požadavkem nápodoby souvisí i stoupající zájem autorů o vnitřní život postav, a to jak v podobě uměleckých studií lidských typů a situací, do kterých se dostávají, tak zájmem o lidskou psychologii a povahu „vášní“ – v tomto ohledu se témata klasicistních literátů stýkala se zájmy dobových filosofů, kupříkladu Descarta.

### Intelektuální a literární život
Podmínkou pro praktické fungování normativní klasicistní estetiky byla existence institucí stanovujících korektní způsob užívání jazyka a vytváření literárních děl. Ve Francii byla již v roce 1570 byla Jean-Antoinem de Baïf a Thibaultem de Courville založena Akademie poezie a hudby (Académie de Poésie et de Musique); jedním z jejích úkolů bylo přepracování francouzských prozódických pravidel tak, aby verše odpovídaly řeckým a římským metrům. Francouzská akademie (Académie française), založená v roce 1634 na Richelieuův popud, stanovovala závazná gramatická, lexikální a syntaktická pravidla francouzštiny a revidovala vydávané texty. Hodnotila však i soulad uměleckých děl s normami klasicistní poetiky a nebála se vystupovat ani proti velmi populárním kusům. Když kardinál Richelieu požádal Akademii o zhodnocení Corneillova Cida, byla hra odsouzena jako „nepravděpodobná“. Hlavním předmětem kritiky byla skutečnost, že ženská hrdinka Chimèna miluje Rodriga (Cida) i poté, co zabil v souboji jejího otce. Takové jednání bylo chápáno jako vysoce nemorální, a tudíž nepravděpodobné; Akademie sice uznávala, že hra je založena na reálné historii, upozorňovala ale, že nepravděpodobné mohou být i skutečné dějinné události.

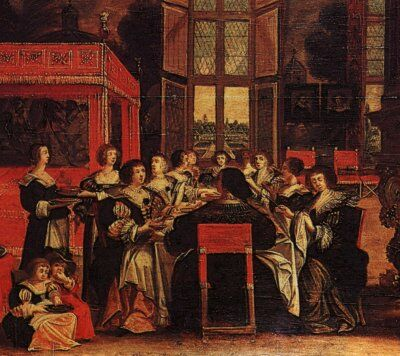
Ženský salón ze
17. století na vyobrazení Abrahama Bosseho

Důležitou součástí se staly šlechtické literární salóny, ve kterých se předčítala, diskutovala a hodnotila literární díla, čímž byl dán základ systematické literární kritice. V době své největší slávy se nicméně tato shromáždění za salóny neoznačovala, salónem byly nazývány pouze přijímací pokoje, ve kterých se aristokracie se zájmem o literaturu obvykle scházela. Podobně jako jiné aspekty dobového písemnictví se poprvé objevily v 16. století v Itálii, záhy však přešly do Francie, kde se zvyk jejich pořádání jedinečným způsobem rozvinul. Počátek francouzské tradice salónů lze ve Francii umístit přibližně do roku 1610 a toto nejranější období je spojeno zejména s působením markýzy de Rambouillet; jako žena narozená v Římě považovala francouzský dvůr za nedostatečně sofistikovaný, a tak vytvořila vlastní dvorský kroužek scházející se v její ložnici (známé coby „la chambre bleu“). V průběhu 17. století přednášeli a diskutovali své práce v salónech důležití spisovatelé jako Pierre Corneille nebo Marie-Madeleine de La Fayette. Salóny vzkvétaly až do začátku Velké francouzské revoluce (1789). Později, v 19. století, sice ještě došlo k jejich obnově, avšak již s menší prestiží a honosností.
V období literárního klasicismu došlo také k výraznému rozvoji knihoven. Kromě pokračujícího rozšiřování církevních knihoven nabývaly na rozsahu a důležitosti také soukromé bibliotéky. Ve Francii získala ústřední význam rozrůstající se Královská knihovna (Bibliothèque du Roi, základ pozdější Francouzské národní knihovny), od roku 1536 opatřená právem povinného výtisku a od roku 1692 otevřená veřejnosti. Před Velkou francouzskou revolucí (1789) čítal její fond přibližně 157 000 výtisků.

## Vznik a šíření doktríny

### Antika
Ačkoliv je pojem klasicismus v užším slova smyslu vyhrazen pro tvorbu od 17. do 19. století, v širším chápání pojmu je možné jeho počátky nalézt již ve starověké literatuře a v dobových úvahách o ní. Platónovy a Aristotelovy spisy zastupují dva protikladné přístupy ke slovesnému umění: zatímco u Platóna stála v jádru přemýšlení o hodnotné literatuře božská inspirace a nadšené uskutečňování univerzální krásy bez účasti rozumu, Aristotelés se domníval, že klíčem k úspěšné tvorbě je především znalost poetických pravidel a jejich zručné uplatňování. Právě aristotelské impulzy vedly v raném novověku k ustavení moderní klasicistní estetiky.
Ve starořímském řečnictví se klasicistní uměřenost nejsilněji uplatňovala v rétorickém stylu zvaném aticismus, stojícím v protikladu k mnohomluvnému asianismu. Významný badatel Ernst Robert Curtius aticismus dokonce označil za „první formu evropského klasicismu“, stojící v protikladu k „manýrismu“. Marcus Tullius Cicero ještě doporučoval kombinaci obou řečnických stylů, pozdější římské uvažování se nicméně jasně přiklonilo ke střízlivému a umírněnému pojetí řečnictví i literární tvorby, a to jak prostřednictvím Quintilianova důrazu na jazykovou kodifikaci, tak prostřednictvím Horatiova Listu Pisonům, v němž je kladen důraz na tematickou a stylovou jednotu a také na to, aby užitý jazyk, styl a forma odpovídaly zvolenému žánru.

### Zrození moderního klasicismu v Itálii

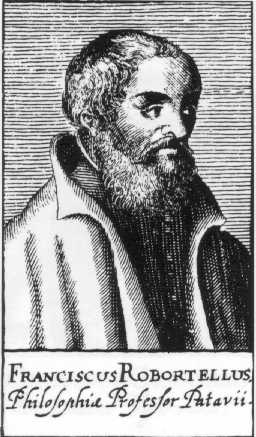
Na Aristotelovu Poetiku jako první podrobně navázal Francesco Robortello

Předpoklady pro vznik klasicismu jako moderní doktríny byly položeny v Itálii již v průběhu 15. století, v rámci rozkvětu humanistického písemnictví. V tomto období především došlo k rozšíření filologických bádání, k odvrácení od živé středověké tradice latiny a k návratu ke „klasické“ ciceronské latině a také k vzestupu vernakulárních jazyků. Protože začala uznávaná novodobá literatura vznikat také v dialektech italštiny, zdálo se dobovým učencům nezbytné standardizovat jejich užívání podobným způsobem jako latinu.

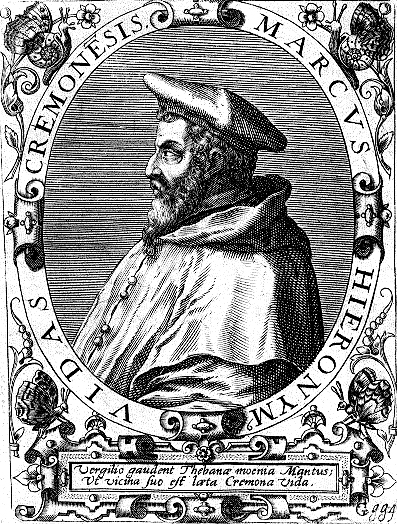
Utváření klasicistních norem ovlivnil svou poetikou Marco Girolamo Vida

Klíčovou úlohu sehrál humanistický učenec Pietro Bembo (1470–1530). Svým třídílným Pojednáním o lidovém jazyce (1513–1525) se pokusil stanovit pravidla správného stylu pro florentský dialekt toskánštiny, užívaný v poezii Petrarcou a v próze Boccacciem, v menší míře byl jako vzor chápán také Dante. Bembovy teze o jazyce a stylu florentských humanistů jako ideálního vzoru pro psaní literatury vyvolaly dlouhou a rozsáhlou debatu. Proti zastáncům jiných pravidel pro užívání jazyka je však později podpořila jazyková instituce Accademia della Crusca, založená v roce 1582.
Současně s kodifikací jazyka se v průběhu 16. století ustavila normativní literární estetika, když autoři spisů věnovaných této oblasti navázali na antické spisy o poetice (zejména Horatiovy, Ciceronovy a Quintilianovy). Obzvláště vlivnou se stala didaktická báseň Marca Girolama Vidy nazvaná Tři knihy o básnickém umění (Poeticorum libri tres, 1527) a doporučující rozumnost, vhodnost, přiměřenost, srozumitelnost a dbalost antických vzorů (Homéra, Vergilia, Cicerona). K dalším významným autorům poetik patřili Gian Giorgio Trissino (1478–1550), Bernardino Daniello (asi 1500–1565), Bartolomeo Ricci (1490–1569) a jiní.
Zevrubnějšího zpracování, interpretace a doplňování se od poloviny 16. století dočkala Aristotelova Poetika, poprvé přeložená do italštiny v roce 1549 Bernardem Segnim (1504–1558). Žánrové struktuře a morálním záměrům literatury se věnoval Francesco Robortello (1516–1567) ve Výkladu Aristotelovy knihy o básnickém umění (In librum Aristotelis de arte poetica explicationes, 1548). Podobným směrem se vydali Bartolommeo Lombardi (zemřel 1540) a Vinzenzo Maggi (1498–1564), básník, dramatik a novelista Giambattista Giraldi Cinzio (1504–1573) a další myslitelé jako Antonio Minturno (1500–1574), Julius Caesar Scaliger (1484–1558) či Lodovico Castelvetro (1505–1571). V italské umělecké literatuře se však klasicistní teoretická východiska prosazovala pouze zvolna a většina významných dobových osobností (jako Michelangelo Buonarroti) se odmítala jim podřídit. Rozdělení na klasicistní a antiklasicistní tvůrce bylo patrné zejména v italské lyrické poezii druhé poloviny 16. století, avšak nešlo o nesmiřitelné protiklady. Oba tábory se v mnoha ohledech, například v otázce obdivu k antickému písemnictví či v používání vernakulární italštiny, shodovali a mnoho básníků psalo oběma způsoby (na rozdíl od vyostřeného sporu v epické poezii, kde se střetávali zastánci Ludovica Ariosta a Torquata Tassa). Svou roli přitom hrála i politika a geografie. Zatímco aristokratické klasicistické normy v petrarcovském duchu se uplatňovaly zejména v jihoitalské poezii, v Římě a na severu země dávali autoři obecně přednost antiklasicismu a příslušným žánrům parodickým, satirickým a burleskním.

### Rozšíření do Francie

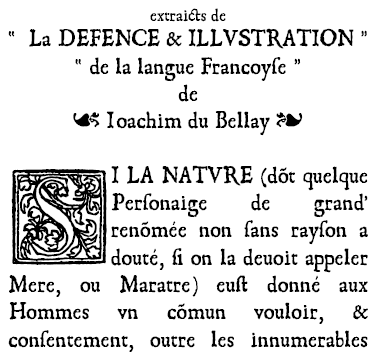
Rozšíření klasicistních norem ve Francii uspíšila také stať Obrana a oslava francouzského jazyka (1549) Joachima du Bellay

Do francouzského prostředí pronikaly snahy o ustavení klasicistních pravidel jen s malým zpožděním, zejména díky četným cestám francouzských intelektuálů do Itálie. Důležitou roli hrálo zpočátku dílo Speroneho Speroniho (1500–1588), jehož Rozhovor o jazycích (Dialogo delle lingue, 1542) parafrázoval do francouzštiny Joachim du Bellay jako Obranu a oslavu francouzského jazyka (La Défense et illustration de la langue française, 1549). Nové žánrové a stylové zákony reflektovala především renesanční básnická skupina Plejáda; s mnoha jejími členy byl spřátelen Julius Caesar Scaliger, jehož prostřednictvím pronikl do francouzského prostředí také důraz kladený na Aristotelovu Poetiku. Jako významní učitelé a autority byli vnímání též Vida a Minturno.

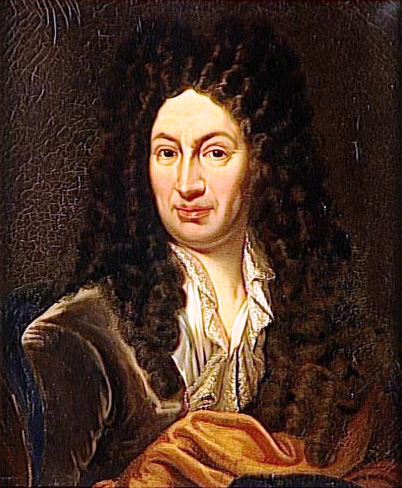
Jean Chapelain, francouzský básník, purista a teoretik klasicismu

Od počátku 17. století se francouzský příklon ke klasicismu stal ještě zřetelnějším díky jazykovému purismu. Jako první jasně zformuloval požadavek standardizace François de Malherbe, na něj pak navázali mladší puristé jako Jean Chapelain, Guez de Balzac a Claude Favre de Vaugelas. V roce 1635 nechal kardinál Richelieu založit Francouzskou akademii (Académie française), instituci, jejímž úkolem bylo fixování jazykových pravidel, očištění jazyka od cizích vlivů a dohled nad stylem vydávaných textů. Na rozdíl do italského návratu k literárnímu jazyku 14. století však korektní a předepsaný jazyk Francouzské akademie odpovídal dobové řeči. Literární pravidla byla i nadále rozvíjena na půdorysu Aristotela; nejvýznamnější z dobových teoretiků, Jean Chapelain, ve svých pracích položil důraz na pravděpodobno a prosadil například jednotu času v divadle nebo klíčovou roli pravděpodobna pro jakýkoliv umělecký text. Další důležité kodifikace pak vzešly ve 40. letech 17. století od Françoise Hédelina d'Aubignac; podrobně rozpracoval například divadelní zásadu tří jednot, způsob navazování jednotlivých výstupů nebo technické aspekty divadelních her a užívané řečové figury.
Přestože francouzský klasicismus bývá obecně vnímán jako neobyčejně rigidní systém, ve skutečnosti byla přísnost jeho pravidel menší než v italské humanistické fázi klasicismu. Mnohé normy byly podrobovány živé diskusi mezi umělci a intelektuály a aristotelská východiska byla přizpůsobována potřebám dobové praxe. Ač si pozici hlavního arbitra umění držel rozum, nebyla zpochybňována ani úloha génia a inspirace. Kromě nápodoby antických autorů se žádoucím zdrojem literatury stávala také nápodoba přírody (přičemž obě tyto nápodoby byly vnímány jako vzájemně komplementární, čímž se tehdejší uvažování lišilo od pozdějších romantických tezí). Do dobových úvah vstupovaly kromě aristotelismu také jiné starověké poetiky, například Longinův spis O vznešenu, ve kterém jsou doporučována mimo jiné silná citová hnutí a uchvacování čtenáře pomocí vznešena.

### Vztah klasicismu a baroka
Předmětem literárněhistorických debat zůstává vzájemný poměr klasicismu a baroka, a to především proto, že oba směry existovaly ze značné části ve stejnou dobu – ve Francii lze například největší rozkvět literatury označované za barokní datovat léty 1590 a 1660, zatímco francouzští klasicistní autoři začali ve větší míře tvořit kolem roku 1630. Václav Černý i tak chápal baroko jako směr na klasicismus víceméně navazující, přičemž baroko označil za lidovější, zatímco klasicismus se podle něj vyznačoval v první řadě aristokratickými tématy a publikem. Leo Spitzer naproti tomu poukazoval spíše na podobné rysy různých směrů, když tvrdil, že francouzský klasicismus je ve skutečnosti potlačeným, tlumeným barokem, anglický klasicismus má rokokové a realistické rysy a německý klasicismus je ve své podstatě romantický, nostalgický a utopický.
V tomto ohledu lze také zřetelně pozorovat rozdíl staršího italského a mladšího francouzského klasicismu. V Itálii šíření klasicistní doktríny baroku předcházelo a barokní tvůrcové počátku 17. století, zejména Giambattista Marino, preferovali jako jediný cíl svých děl vzbuzování údivu a klasicistní normy explicitně odmítali. Ve Francii naproti tomu probíhal klasicismus současně s barokem a po něm, a mohl proto brát na vědomí jeho impulzy. Mnozí významní francouzští klasicisté v barokní estetice začínali nebo ji zapracovávali do svých děl. Například dramatik Pierre Corneille, považovaný za jednu z největších osobností klasicismu, zpracovával ve svých tragédiích typicky barokní konflikt lásky a cti. Madame de La Fayette sice vytvořila ve své Kněžně de Cléves (1678) ukázku ukázněně konstruovaného a jemně psychologizovaného klasicistního románu, jádro příběhu je však možné chápat stále jako barokní milostnou historii. Barokní patos lze nalézt v Bossuetových kázáních nebo u epistolografa a tříbitele klasicistního stylu, Gueze de Balzac. Nápodobou barokních textů začínal rovněž François de Malherbe, jeden ze zakladatelů francouzského klasicistního básnictví. Styčné body mezi barokním a klasicistním myšlením naznačuje také skutečnost, že oba směry vycházely v první řadě z Aristotela, byť baroko před jeho Poetikou dávalo přednost Rétorice.

### Klasicismus 18. století
18. století se vyznačovalo šířením klasicistních tendencí do dalších zemí (Anglie, Německo), ale také pokračováním a dalším rozvíjením klasicismu v jeho tradičních baštách, jako byla Itálie a především Francie. Literární historikové se však většinou pokoušejí různými přívlastky odlišit tuto fázi od původního klasicismu. Často se objevuje pojem „neoklasicismus“, Václav Černý dokonce užíval označení „pseudoklasicismus“. Pro pozdější období (od roku 1750) se někdy zavádějí spojení „rokokový klasicismus“ či „měšťanský klasicismus“. Objevuje se také označení „osvícenský klasicismus“ či „osvícenská literatura“, jelikož východiska literární tvorby a myšlení jsou v tomto období propojena zejména s šířící se filosofií osvícenství.
Ve francouzském prostředí musela klasicistní literatura v 18. století soupeřit s pomalu se rodícím romantickým viděním světa a rozpadla se na několik proudů. Zatímco část neoklasicismu bezprostředně navázala na tvorbu předchozího století, pouze s přísnějšími normami a postupným vyčerpáváním doktríny, rokokově laděná varianta klasicismu využívala galantních a melancholických prvků. Na konci 18. století a počátku 19. století pak přišlo poslední vzepětí klasicistních tendencí, označované obvykle jako empír.

### Vznik pojmu klasicismus
Latinský výraz „classicus“ znamenal původně prvotřídní či výtečný. Slovo v tomto významu poprvé použil ve 2. století Aulus Gellius (123 – po roce 165), když ve svém poznámkovém spisu Attické noci (Noctae atticae) napsal, že nejlepší autor je „scriptor classicus, non proletarius“, čímž bylo metaforicky vyjádřeno, že spisovatel je mezi tvůrci ve stejné pozici jako příslušník římské nejvyšší majetkové třídy, nikoliv člen nemajetného proletariátu. Ve středověku se pak tento pojem někdy využíval k označení antických autorů vyučovaných ve školních třídách („in classes“). V období renesančního humanismu se začala jako klasická či prvotřídní označovat celá antická kultura, avšak stále pouze příležitostně; častěji se hovořilo jednoduše o starých či starověkých autorech.
Teprve na začátku 19. století přestalo být označení „klasický“ v první řadě označením kvalitního díla. Místo toho se slovo začalo užívat pro označení epochy, stylistické tendence nebo typu psaní. Tento posun vycházel z dobového slovníku romantiků, kteří hledali jednoznačné označení pro starší kulturu 17. a 18. století, vůči níž se vymezovali. Zároveň se utvořilo vnímání protikladů: na jedné straně pravidelné „klasické“ umění a proti němu stojící nepravidelné „manýristické“ či romantické umění. Badatelé jako Ernst Robert Curtius a Gustav René Hocke později toto napětí dvou estetických koncepcí (jedné založené na rozumu a technicky definovatelných pravidlech a druhé zdůrazňující iracionální momenty tvorby) vnímali jako konstantu celých dějin literatury a umění.
V průběhu 19. století se postupně ve většině jazyků prosadil také pojem klasicismus, jen pro německou tvorbu na přelomu 18. a 19. století ujal název „výmarská klasika“. V češtině získal každý z pojmů v kontextu literatury jiné zabarvení: jako klasika (klasická literatura) se označuje jakékoliv kvalitní, časem prověřené dílo, zatímco klasicismus (klasicistní literatura) se vztahuje k antikou inspirované tvorbě, převážně francouzské, mezi 17. a 19. stoletím. Původní koncepce starověku jako klasiky v pravém slova smyslu přitom vytrvala například v angloamerické literární vědě. V ní bývá zvykem za klasicismus označovat tvorbu antických autorů, zatímco pro raněnovověký klasicismus s centrem ve Francii je častěji vyhrazen pojem neoklasicismus. I tam se však lze setkat s rozlišováním na raněnovověký francouzský klasicismus a o něco pozdější anglický neoklasicismus.

## Klasicismus v národních literaturách

### České země

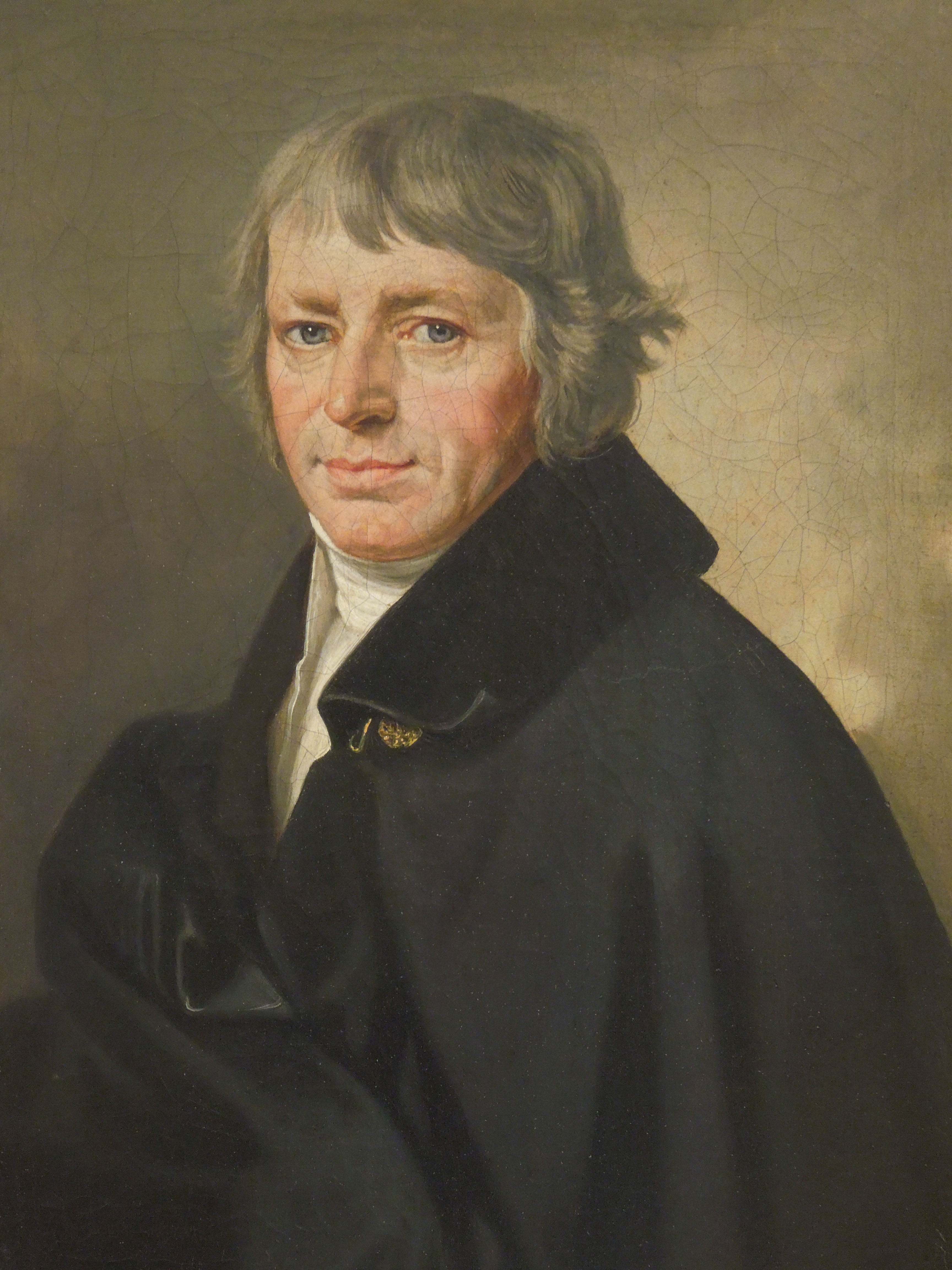
Josef Jungmann, označený Arnem Novákem za „teoretika a vůdce českých klasicistů“

Literární historikové se k pojmu klasicismus v českém prostředí vždy stavěli spíše rezervovaně, a to především proto, že velkolepý dvorský či akademický klasicistní proud není v české literatuře na rozdíl od západoevropských kultur možné vysledovat. Jaroslav Vlček se pro druhou polovinu 18. století v českých zemích pokusil zavést pojem „literární rokoko“, Karel Krejčí užíval označení „pseudoklasicismus“ a podobně. Dalibor Tureček uvedl, že klasicistní prvky se v českém prostředí střetávaly s jinými a objevovaly se přibližně mezi lety 1770 a 1860. Alexandr Stich pracoval s pojmem „osvícenský klasicismus“ a umisťoval jej do poslední třetiny 18. století, zejména v souvislosti s postupným rozvojem vědeckého a literárního ducha a vlastivědnými, přírodovědeckými, technickými, právnickými a dalšími výzkumy. Za typické dobové autory označil piaristického mnicha Gelasia Dobnera (1719–1790) a jeho dějepisecké snahy, paulinského mnicha Václava Fortunáta Durycha (1735–1802), zabývajícího se jazykovědou, a za vyvrcholení těchto snah pak Josefa Dobrovského (1753–1829), zakladatele slavistiky. Z beletrie pak ke klasicismu přiřadil obrozenecké almanachy Václava Tháma (1765–1816) a jeho okruhu (Básně v řeči vázané) a Antonína Jaroslava Puchmajera (1769–1820) a jeho družiny (Sebrání básní a zpěvů). České drama osvícenského klasicismu reprezentují především komedie navazující na tradici barokních frašek a historické hry – díla Prokopa Šedivého (1764–1810), Jana Nepomuka Štěpánka (1783–1844) a Václava Klimenta Klicpery (1792–1859). Klasicistní prvky byly pak ve 20. a 30. letech 19. století povětšinou vytlačeny tvorbou preromantiků v čele s Františkem Ladislavem Čelakovským; oddělování žánrů bylo nahrazeno jejich spojováním a prostupováním a ve všech literárních druzích nabyl převahy lyrismus.
Arne Novák chápal jako český klasicismus pouze tuto pozdní, téměř již preromantickou fázi. V Přehledných dějinách literatury české jej vymezil jako období mezi léty 1815 až 1830, ačkoliv předpoklady a počátky se podle něj objevily již ve starším písemnictví. Domníval se však, že klasicismus přišel do českých zemí se značným zpožděním a vedený německou inspirací, zejména herderovskou a goethovskou. Počátek byl v tomto pojetí stanoven příchodem Josefa Jungmanna, „teoretika a vůdce českých klasicistů“, do Prahy v roce 1815; v roce 1827 pak Jungmann vydal zásadní práci O klasičnosti v literatuře. Klasicistní umělecká i badatelská činnost byla reprezentována především Jungmannovou básnickou školou, Milotou Zdiradem Polákem, Antonínem Markem, Janem Kollárem, ale také badateli jako Pavel Josef Šafařík nebo František Palacký; první polovinou svého díla spadal do tohoto směru také František Ladislav Čelakovský. Od 30. do 50. let se však klasicistní formy (epos, óda, idyla, epigram) ještě objevovaly v časopisech a vznikaly klasicizující převody antických textů do češtiny – k významným překladatelům té doby patřil především Karel Alois Vinařický (1803–1869).

### Francie
Francouzský klasicismus zrodil tři velké dramatiky:
Pierre Corneille dosáhl se svou tragédií Cid největší ohlasu. Diskutovalo se o ní v salónech i v nedlouho předtím založené akademii. Rodrigo zabije hraběte Gormu, otce své milé Chimeny, protože urazil Rodrigova otce. Chimena miluje Rodriga, ale nad jejím citem převáží čest rodiny a dívka žádá krále, aby potrestal vraha. Dramatická situace, za níž oba hrdinové trpí, neboť se vzájemně milují, ale přitom trvají na představách cti. Konflikt končí smírně zásahem krále, neboť Rodrigo odčinil svou vinu udatností v boji.
Corneille se stal tvůrcem moderní tragédie, když jí dal pevnou kompoziční zákonitost. Jeho hrdiny nedrtí náhodný osud ani nejsou hříčkou svých vášní. Konflikt vyplývá ze střetnutí osobních citů a nadosobními povinnostmi.
Tragédii psychologickou vytvořil Jean Racine. Konflikt v jeho hrách vzniká střetnutím citu s egoistickými vášněmi. Antické náměty mívají u Racina jen antické roucho, pod nimi se rýsují současné postavy a soudobé problémy. V milostných příbězích zobrazoval Racine zhoubný vliv vášně, která ničí nejen ty, kdo jí podlehnou, ale i lidi jim blízké. Racinovo dramatické umění patří k vrcholům klasické tragédie; velmi výstižně zobrazuje psychologii svých hrdinů, zejména ženských postav.
Komedie měla v období klasicismu schůdnější cestu k vyjádření životní reality než tragédie, neboť mohla navazovat na lidové a pololidové hry, které měly blízko ke skutečnosti. Největší dramatický autor komedií byl Molière. Od mládí jej přitahovalo divadlo. Působil u hereckých kočovných společností jako herec, režisér a spisovatel frašek a komedií. Později se stal ředitelem královského divadla v Paříži. Ve svých hrách předváděl soudobou pestrou mravní problematiku. Problematika byla velmi široká – týkala se postavení ženy ve společnosti i v rodině, mravního cynismu feudálů, chorobné lakoty, úlisnosti, náboženského pokrytectví, snahy měšťáků o napodobení šlechty.
Nejodvážnější z jeho komedií byla Tartuffe. Hra odhalovala pokrytectví a svatouškovství a svou titulní postavou mířila proti církvi. Tartuffe si získal důvěru měšťana Orgona, ovládá ho a nabývá vlivu nad jeho rodinou. Usiluje o jeho ženu, má si vzít jeho dceru a členové rodiny se marně pokoušejí překazit tyto záměry. Orgon zcela podléhá Tartuffovi, dokonce mu připíše i svůj majetek a jen králův zásah zabrání úplnému zničení rodiny.
Druhou nejproslulejší Molièrovou komedií je Lakomec. Titulní postava, lichvář Harpagon, je ochoten pro peníze obětovat
všechno a ztráta pokladnice pro něho znamená životní tragédii, poloviční šílenství a nenávist k celému lidstvu. Další Molièrovy komedie: Škola žen, Misantrop, Měšťák šlechticem, Šibalství Skapinova a Zdravý nemocný. Jejich humor byl útočnou zbraní proti předsudkům a zlořádům ve jménu zdravého rozumu a bodré lidové morálky. V postavách svých komedií vytvořil Molière velkolepé typy právě tím, že v nich objevil pravdivou podstatu lidských charakterů, které žijí v nejrůznějších dobách a společenských systémech.
Na rozdíl od mohutného rozvoje dramatu byl vývoj poezie mnohem skromnější. V klasicistní poezii hovoří daleko víc rozum než srdce. Převládá proto popisná, úvahová a satirická báseň  – epigram, satira, zábavná poéma a bajka. V drobnějších básnických útvarech měl neobyčejný úspěch Jean de La Fontaine sbírkou bajek, jejichž ohlas pronikl do celé Evropy. Vychází ze znalosti starších autorů bajek od Ezopa přes středověké moralistické bajky. Shrnuje mravní naučení ve smyslu praktické životní morálky, ale často bajky aktualizuje k potřebám společenské kritiky.

### Itálie
Protipólem vznešené klasicistické tragédie byla italská komedie, u lidového publika neobyčejně oblíbená. Hry neměly pevnou stavbu a herci děj improvizovali podle stručně nastíněného obsahu. Komedie měla své ustálené postavy (např. bohatý obchodník, sluhové, služka). Z tohoto základu společensky nezávazné komedie vytvořil zakladatel italské národní veselohry Carlo Goldoni. Jeho komedie byly výstižnými charakteristikami soudobého měšťanského světa jako například Chytrá vdova nebo šlechtických typů jako Jemnostpán markýz. Za nejlepší dílo Goldoniho se pokládá komedie Poprask na laguně s žárlivou mileneckou dvojicí z lidového rybářského prostředí.